# Kírensk
Kírensk (en rus Киренск) és una ciutat de l'óblast d'Irkutsk, a Rússia. Es troba al sud de Sibèria, a la confluència del riu Kírenga amb el Lena, a 710 km al nord d'Irkutsk.

## Història
La vila fou fundada el 1630 pels cosacs de Vassili Bugor com un assentament d'hivern anomenat Nikolski Pogost. Juntament amb Ust-Kut era una de les dues principals vies de transport entre la conca del Ienissei i el Lena. En aquella dècada Ierofei Khabàrov hi erigí un pou d'extracció de sal. El 1665 fou reanomenada com Kírenski Ostrog, Kírenski pel riu Kírenga, que alhora deriva de l'evenki kiri, que significa 'brut', atès que les pedres del llit del riu estan acolorides de negre pel manganès.
El 1775 rebé l'estatus de ciutat. Al segle xix un gran nombre de presoners polítics foren exiliats forçosament a Kírensk, entre els quals destaquen Józef Piłsudski, futur cap d'estat polonès.
Durant la construcció del ferrocarril Baikal-Amur s'enviaven mercaderies pel Kírenga cap a Magistralni. A la dècada de 1970 s'hi construí una pressa en una de les boques del Kírenga per reduir l'impacte de les inundacions i les presses de gel. El 2001 hi hagué una gran inundació a la localitat.